# Attila (Oper)
Attila ist die neunte Oper (Originalbezeichnung: „Dramma lirico“) von Giuseppe Verdi. Sie besteht aus einem Prolog und drei Akten. Das Libretto von Temistocle Solera, vollendet von Francesco Maria Piave, basiert auf der romantischen Tragödie Attila, König der Hunnen von Zacharias Werner. Die Uraufführung fand am 17. März 1846 im Teatro La Fenice in Venedig statt und erhöhte Verdis Popularität. Verdi selbst sprach in einem Schreiben an die Gräfin Maffei, Ehefrau des Dichters Andrea Maffei, des Librettisten von Macbeth und I masnadieri, am Tag nach der Premiere von einem „anständigen Erfolg“.

## Handlung
Die Oper spielt in Aquileia, in den adriatischen Lagunen und in Rom in der Mitte des 5. Jahrhunderts.
Der heidnische Hunnenkönig Attila, der schon in der literarischen Vorlage im Gegensatz zur historischen Überlieferung an die germanischen Götter wie Wodan glaubt, erobert Aquileia, lässt dessen Herrscher töten und will von hier aus Rom angreifen. Odabella, die Tochter des Herrschers von Aquileia, beeindruckt Attila mit ihrem Mut und ihrer Schönheit, so dass er um sie wirbt. Doch die stolze junge Frau will den Tod ihres Vaters rächen. Sowohl der römische Feldherr Ezio als auch Odabellas Geliebter Foresto und Odabella selbst wollen aus unterschiedlichen Beweggründen das Vaterland vom hunnischen Eroberer befreien. Wie die biblische Judith ersticht sie schließlich Attila.

### Historischer Hintergrund
Der Hunnenkönig Attila war der erfolgreichste Eroberer zur Zeit der Völkerwanderung. 452 fiel er mit seinem Heer in Italien ein und zerstörte die Stadt Aquileia. Die Bewohner Aquileias flohen in die venezianischen Lagunen und legten damit die Keimzelle Venedigs. Noch im selben Jahr konnte Papst Leo der Große Attila zum Abzug bewegen. Attila starb 453 in der Hochzeitsnacht mit seiner letzten Frau, der Gotin Ildikó (Hildico), an einem Blutsturz. Nach einer anderen, späteren Überlieferung wurde er von Hildico ermordet. (In der Oper tritt Odabella an die Stelle der Gotin.) Der ehrgeizige weströmische Feldherr Flavius Aëtius, in der Oper Ezio genannt, ist in der Oper zunächst der Unterhändler des weströmischen Kaisers Valentinian III. Nachdem Aëtius zu mächtig zu werden drohte, wurde er im Jahre 454 von Valentinian eigenhändig ermordet.

### Prolog
Erstes Bild: Hauptplatz von Aquileia
Attila feiert mit seiner Soldateska die Eroberung von Aquileia. Unter den gefangenen Kriegerinnen beeindruckt ihn deren Anführerin Odabella, die Tochter des getöteten Herrschers von Aquileia. Ezio, der Feldherr und Gesandte des weströmischen Kaisers Valentinian III., wird bei Attila vorstellig. Doch dessen Vorschlag, Attila möge das römische Weltreich regieren und Italien ihm überlassen, weist der Hunne zurück.
Zweites Bild: Der Rio Alto in den adriatischen Lagunen
Flüchtlinge aus Aquileia siedeln sich in den Lagunen an. Ihr Anführer Foresto macht sich Sorgen um die geliebte Odabella, die in Attilas Gewalt ist.

### Erster Akt
Erstes Bild: Wald bei Attilas Lager in der Nähe Roms. Nacht
Odabella hat sich Attilas Heer angeschlossen, um ihren Vater und den vermeintlich toten Geliebten zu rächen. Beim nächtlichen Umherstreifen trifft sie auf Foresto, der ihr Verrat vorwirft. Sie kann ihn aber davon überzeugen, dass sie nach dem Vorbild der biblischen Judith ihr Volk befreien will.
Zweites Bild: Attilas Zelt
Attila wird durch ein Traumgesicht vor dem Feldzug gegen Rom gewarnt.
Drittes Bild: Attilas Lager
Der Hunne will sich nicht schrecken lassen und ruft seine Truppen zum Aufbruch zusammen. Da stellt sich ihm eine Prozession entgegen, in deren Anführer (Papst Leone) er die nächtliche Traumgestalt wiedererkennt. Gleichzeitig erscheinen zwei Gestalten mit drohenden, flammenden Schwertern am Himmel. Attila ist entsetzt.

### Zweiter Akt
Erstes Bild: Ezios Lager, unweit von Rom
Kaiser Valentinian hat mit Attila einen Waffenstillstand geschlossen und beordert seinen Feldherrn Ezio zurück. Dieser gehorcht nicht, sondern setzt auf Roms ehemalige Größe und schließt sich Foresto an, der Attila zu ermorden plant.
Zweites Bild: Feldlager Attilas
Der Hunnenkönig gibt ein Festmahl zur Feier des Waffenstillstandes. Odabella verhindert den von Foresto geplanten Mord, weil sie sich um die eigene Tat betrogen fühlt. Sie warnt Attila vor Gift im Trinkbecher und behauptet, den schuldigen Foresto selbst zu bestrafen, um ihn damit Attilas Justiz zu entziehen. Der gerührte und dankbare Hunnenkönig gibt seine Vermählung mit Odabella bekannt.

### Dritter Akt
Wald bei Attilas Lager
Foresto und Ezio stehen zum Überfall auf Attila bereit. Foresto ist voller Empörung und Eifersucht und glaubt sich durch Odabella verraten. Diese ist aus Attilas Lager geflohen und beteuert Foresto gegenüber ihre Unschuld und Treue.
Auf der Suche nach Odabella fällt Attila in einen Hinterhalt. Foresto will ihn durchbohren, doch Odabella kommt ihm zuvor und ersticht Attila, um ihren Vater zu rächen: Padre! … ah padre, il sacrificio a te (Vater! ... Ah Vater, ich opfere ihn dir).

## Gestaltung

### Instrumentation
Die Orchesterbesetzung der Oper enthält die folgenden Instrumente:
- Holzbläser: zwei Flöten (2. auch Piccolo), zwei Oboen, Englischhorn, zwei Klarinetten, zwei Fagotte
- Blechbläser: vier Hörner, zwei Trompeten, drei Posaunen, Cimbasso
- Pauken, Schlagzeug: Große Trommel, Becken, Kleine Trommel
- Harfe
- Streicher
- Bühnenmusik: drei Trompeten, Glocke

### Musiknummern
Prolog
- Nr. 1. Preludio
- Nr. 2. Introduktion

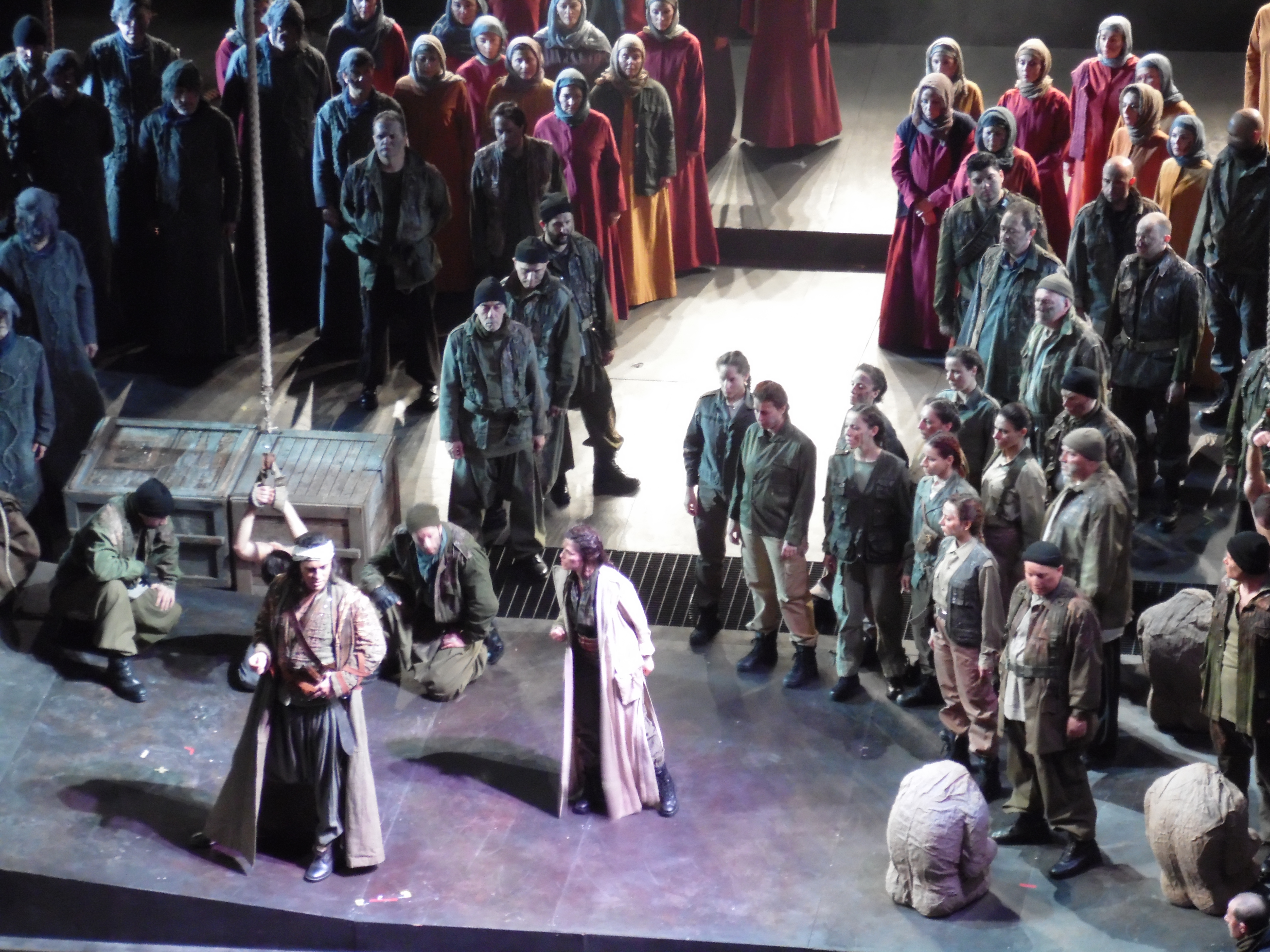
Verdi: Attila. Teatro Massimo, Palermo 2016

  - Chor: Urli, rapine, gemiti, sangue (Chor) Szene I
  - Szene: Eroi, levatevi! (Attila) Szene II
  - Chor: Viva il re delle mille foreste (Chor) Szene II
- Nr. 3. Szene und Cavatine
  - Szene: Di vergini straniere (Attila, Uldino, Odabella) Szene III
  - Cavatina: Allor che i forti corrono (Odabella) Szene III
  - Tempo di mezzo: Bella è quell’ira, o vergine (Attila, Odabella) Szene III
  - Cabaletta con coro: Da te questo or m’è concesso (Odabella, Attila, Chor) Szene III
- Nr. 4. Szene und Duett
  - Szene: Uldino, a me dinanzi (Attila) Szene III-IV-V
  - Duett: Tardo per gli anni, e tremulo (Ezio, Attila) Szene V
  - Tempo di mezzo: Ma se fratern* vincolo (Ezio, Attila) Szene V
  - Cabaletta: Vanitosi!… Che abbietti e dormenti (Attila, Ezio) Szene V
- Nr. 5. Szene und Cavatine des Foresto
  - Szene: Qual notte!… – Quai voci!… (Eremiti, Aquileiesi, Foresto) Szene VI-VII
  - Cavatina mit Chor: Ella in poter del barbaro! (Foresto, Chor) Szene VII
  - Tempo di mezzo: Cessato alfine il turbine (Eremiti, Foresto) Szene VII
  - Cabaletta mit Chor: Cara patria, già madre e reina (Foresto, Chor) Szene VII

Erster Akt
- Nr. 6. Szene und Romanze
  - Szene: Liberamente or piangi… (Odabella) Szene I
  - Romanze: Oh! nel fuggente nuvolo (Odabella) Szene I
- Nr. 7. Szene und Duett
  - Szene: Qual suon di passi! – Donna! – Gran Dio!!… (Odabella, Foresto) Szene I-II
  - Duett: Sì, quell’io son, ravvisami (Foresto, Odabella) Szene II
  - Tempo di mezzo: Va’. – Racconta al sacrilego infame (Foresto, Odabella) Szene II
  - Cabaletta: Oh t’inebria nell’amplesso (Foresto, Odabella) Szene II
- Nr. 8. Szene und Arie
  - Szene: Uldino! Uldin! (Attila, Uldino) Szene III
  - Arie: Mentre gonfiarsi l’anima (Attila) Szene III
  - Tempo di mezzo: Raccapriccio! Che far pensi? (Uldino, Attila) Szene III
  - Cabaletta: Oltre quel limite (Attila) Szene IV
- Nr. 9. Finale I
  - Szene: Parla, imponi – Chi vien? (Chor, Attila, Leone) Szene V-VI
  - Finale: No!… non è sogno (Attila, Uldino, Leone, Odabella, Foresto, Chor) Szene VI

Zweiter Akt
- Nr. 10. Szene und Arie
  - Szene: Tregua è cogli Unni (Ezio) Szene I
  - Arie: Dagli immortali vertici (Ezio) Szene I
  - Tempo di mezzo: Chi vien? – Salute ad Ezio – Che brami tu? (Ezio, Chor, Foresto) Szene I-II-III
  - Cabaletta: È gettata la mia sorte (Ezio) Szene IV
- Nr. 11. Finale II
  - Chor: Del ciel l’immensa volta (Chor) Szene V
  - Szene: Ezio, ben vieni! (Attila, Ezio, Druidi) Szene VI
  - Chor: Chi dona luce al cor?… (Sacerdotesse) Szene VI
  - Seguito del Finale: L’ spirto de’ monti (Chor, Foresto, Odabella, Ezio, Attila, Uldino) Szene VI
  - Szene: Si riaccendan le quercie d’intorno (Attila, Foresto, Odabella) Szene VI
  - Stretta: Oh, miei prodi! un sol* giorno (Attila, Odabella, Foresto, Ezio, Uldino, Chor) Szene VI

Dritter Akt
- Nr. 12. Szene und Romanze
  - Szene: Qui del convegno è il loco… (Foresto, Uldino) Szene I-II
  - Romanze: Che non avrebbe il misero (Foresto) Szene II
- Nr. 13. Terzett
  - Terzetto: Che più s’indugia?… (Ezio, Foresto, Odabella, Chor) Szene III-IV
- Nr. 14. Quartett-Finale
  - Quartett: Non involarti, seguimi (Foresto, Odabella, Attila, Ezio, Chor) Szene V-VI

## Werkgeschichte

### Entstehung
Bereits die literarische Vorlage von Zacharias Werner arbeitete wie die griechische Tragödie mit kommentierenden Chören. Als Verdi das Stück im Jahre 1844 kennengelernt hatte, sah er darin einen geeigneten Opernstoff. In einem Brief an den Librettisten Francesco Maria Piave, mit dem er schon bei Ernani zusammengearbeitet hatte, legte Verdi das Exposé einer Oper mit Prolog und drei Akten vor, wobei er auch Änderungen der Handlung vorschlug.
Nach dem Misserfolg mit Alzira wandte sich Verdi jedoch an den Librettisten Solera, der bereits die Texte zu Verdis frühen Erfolgen wie Nabucco, I Lombardi alla prima crociata und Giovanna d’Arco geschrieben hatte. Solera verarbeitete im Libretto die patriotischen Gefühle der italienischen Einigungsbewegung (Risorgimento) und machte in der Oper viele politische Anspielungen.
Verdi begann sofort mit der Komposition, nachdem ihm ein Großteil des Librettos vorlag. Nachdem jedoch Soleras Frau, die Sängerin Teresa Rosmina, an der Mailänder Scala kontraktbrüchig geworden war, zog Solera mit ihr nach Madrid und ließ den letzten Akt unvollendet. Schließlich wandte sich Verdi an den Librettisten Francesco Maria Piave, dem er weitere dramaturgische Anweisungen gab. Nach Vollendung des Librettos übersandte es Verdi an Solera, um dessen Zustimmung zu erlangen. Solera war entsetzt und nannte den Schluss der Oper eine „Parodie“, gab aber schließlich seine Zustimmung. Das Zerwürfnis zwischen Verdi und Solera blieb bestehen, und es kam nie wieder zu einer Zusammenarbeit.

### Rezeption

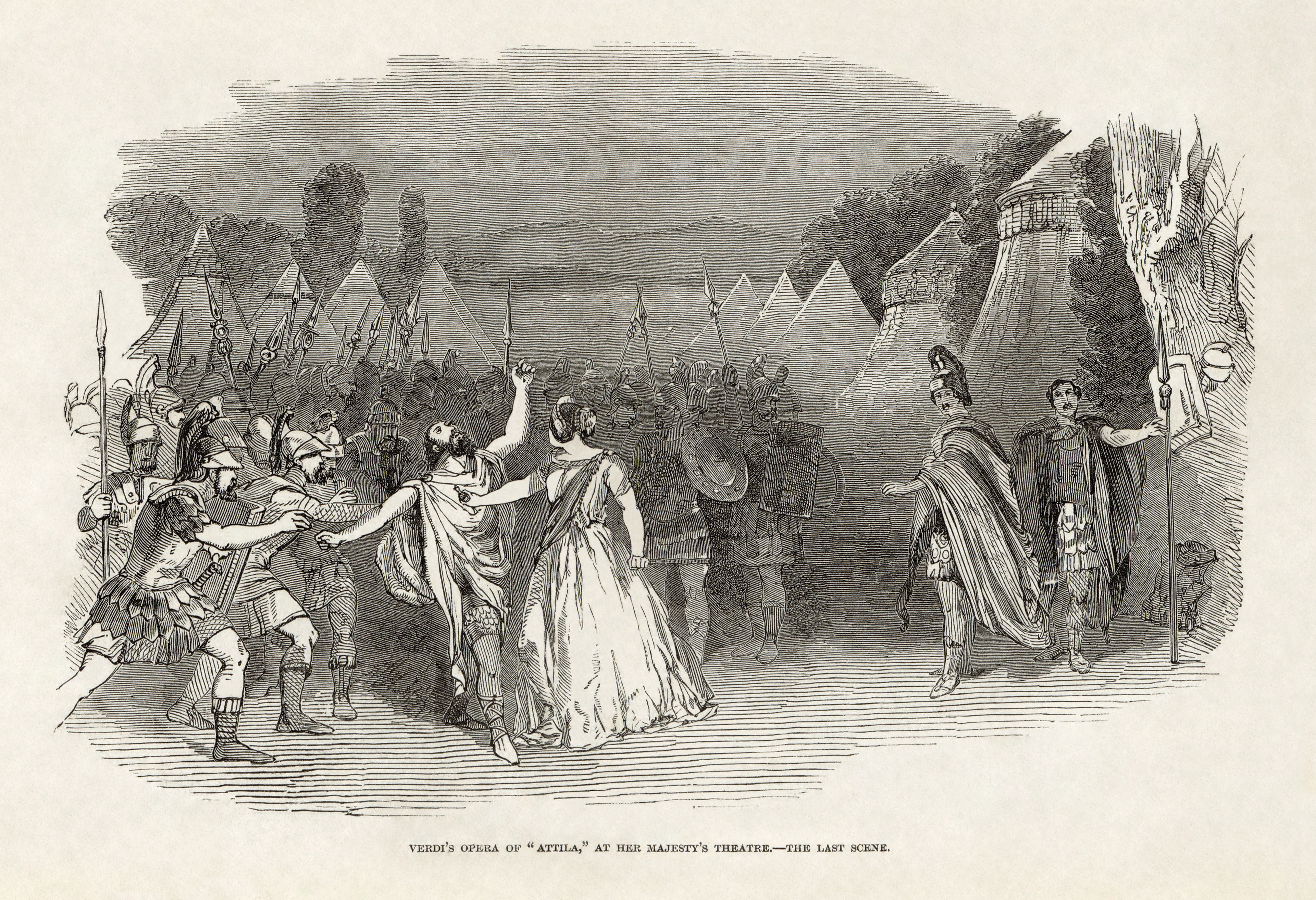
Aufführung im Her Majesty’s Theatre London, 1848

Verdi hatte mit dem Nabucco und den Lombarden (I Lombardi alla prima Crociata) bereits zwei Choropern komponiert, die von der italienischen Einigungsbewegung begeistert aufgenommen worden waren.
Nach dem Misserfolg mit Alzira knüpfte Verdis Attila thematisch erneut an die Einigungsbestrebungen (Risorgimento) im zerrissenen Italien an. So gibt es im Attila viele patriotische Anspielungen.
Auch aus diesem Grund eroberte das Werk schnell die Opernbühnen Italiens. Schon bei der zweiten Vorstellung im Teatro La Fenice kannte die Begeisterung nach dem Duett Ezio – Attila im Prolog keine Grenzen.
In einer Textzeile, während der Verhandlungen mit Attila, singt Ezio:

“Avrai tu l’universo, resti l’Italia, resti l’Italia a me.”

„Du magst das Universum haben, doch überlass’ Italien mir.“

Der Satz fällt in die Schlusszeile der Gesangsstrophe und wird in der letzten Minute des Duetts vierzehn Mal wiederholt. Das Publikum des von den Habsburgern regierten Venedig verstand den Sinn dieser Worte.
Die Oper wurde von vielen italienischen Bühnen nachgespielt. Noch 1864 schrieb der Londoner Impresario Benjamin Lumley, der 1846 Verdis Oper I masnadieri an seinem Theater zur Uraufführung gebracht hatte, dass vielleicht keines von Verdis Werken mehr Begeisterung in Italien ausgelöst habe.
1964 fand im Stadttheater Bremerhaven die bundesdeutsche Erstaufführung der Oper in italienischer Sprache unter der musikalischen Leitung von Generalmusikdirektor Hans Kindler mit Anita Salta als Odabella statt. Anlässlich der Wiedereröffnung des Theaters Bremerhaven im Jahr 2000 gab es dort eine erfolgreiche Neuinszenierung von Peter Grisebach. Seither wird die Oper häufiger gespielt: 2013 folgte eine Inszenierung im Theater St. Gallen, 2016 eine Inszenierung von Peter Konwitschny in Wien und von Bruno Klimek im Pfalztheater Kaiserslautern, 2017 eine Inszenierung von Dietrich W. Hilsdorf im Theater Bonn.

## Diskographie (Auswahl)
- Attila mit José van Dam, Ingvar Wixell, Gundula Janowitz, Franco Tagliavini, Bengt Rundgren, Chor und Orchester der Deutschen Oper Berlin unter Giuseppe Patanè, Lyric 1971.
- Attila mit Ruggero Raimondi, Sherrill Milnes, Cristina Deutekom, Carlo Bergonzi, Ambrosian Singers, Royal Philharmonic Orchestra unter Lamberto Gardelli, Philips 1972.
- Attila mit Nicolai Ghiaurov, Piero Cappuccilli, Mara Zampieri, Piero Visconti, Chor und Orchester der Wiener Staatsoper unter Giuseppe Sinopoli. Live, Wiener Staatsoper, 21. Dezember 1980, Orfeo 2003.
- Attila mit Samuel Ramey, Giorgio Zancanaro, Cheryl Studer, Neil Shicoff, Chor und Orchester der Mailänder Scala unter Riccardo Muti, EMI 1989.